# Alina, regina di Golconda
Alina, regina di Golconda és una òpera en dos actes de Gaetano Donizetti, amb llibret de Felice Romani. S'estrenà al Teatro Carlo Felice de Gènova el 12 de maig de 1828. Posteriorment es va estrenar una versió revisada, al Teatro Valle de Roma, el 10 d'octubre de 1829.

## Intèrprets de l'estrena
| Rol      | Intèrpret (12 maig 1828) | Intèrpret (10 octubre 1829) |
| -------- | ------------------------ | --------------------------- |
| Alina    | Serafina Rubini          | Annetta Fischer             |
| Fiorina  | Carolina De Vincenti     | Agnese Loyselet             |
| Seide    | Giovanni Battista Verger | Pietro Gentili              |
| Volmar   | Antonio Tamburini        | Federico Crespi             |
| Belfiore | Giuseppe Frezzolini      | Filippo Spada               |
| Hassan   | Antonio Crippa           |                             |

## Argument[2]
L'escena succeeix a l'Índia, al Regne de Golconda.

### Previ al primer acte
El cavaller francès Volmar s'enamora de la vilatana Alina de Provença i li promet de prendre-la per esposa. Es veu després obligat a anar-se'n, abans de poder complir la seva paraula. Alina, volent seguir-lo, comença un viatge durant al qual serà feta presonera per uns pirates, que la porten al Regne de Golconda. Allí el rei se n'enamora i la fa la seva esposa. L'escena comença després de la mort del vell rei.

### Acte I
Els súbdits demanen a la reina Alina que trobi un altre marit, i el noble Seide sorgeix com el candidat més probable. Alina no pot oblidar al seu antic enamorat, Ernesto Volmar, l'oficial de l'exèrcit francès. Tanmateix, està a punt d'anunciar la seva elecció, quan s'escolten tres cops de canó i arriba un vaixell francès. L'ambaixador és Volmar, turmentat pel record de la jove que li va ser arrabassada pels pirates.
Alina és presa d'una alegria i d'una emoció frenètiques. Els seus sentiments només són entesos per la seva amiga francesa Fiorina, que també va ser segrestada pels pirates. Fiorina havia abandonat al seu marit marit, Belfiore, amb qui es barallava contínuament, i dubte de si voldria tornar-lo a veure. Per una curiosa coincidència, l'ajudant de Volmar és Belfiore.
Alina decideix provar l'amor de Volmar, qui no sap que ella és la reina. Primer, s'assegura que Volmar escolti la seva veu mentre s'amaga entre les seves esclaves. Volmar es mostra sorprès i encantat, però Alina i Fiorina li expliquen que és normal per a un viatger en un país estranger que senti veus que li recordin la seva pàtria. Fins i tot Belfiore ha escoltat la veu de Fiorina, però reacciona amb horror. Més tard, Alina, ja com a reina (sense ser reconeguda per Volmar), nomena Volmar com al seu pretendent, però, com ella esperava, ell es nega, volent romandre fidel a la memòria de la jove que estimava. Mentrestant, Seide ha descobert l'amor d'Alina per a Volmar i, impulsat per la gelosia, incita als seus seguidors a rebel·lar-se.

### Acte II
Per a la prova final, Alina fa reconstruir els jardins de Provença on ella i Volmar es van conèixer per primera vegada, declarant que tot el que va passar era un somni. Ell es mostra incrèdul inicialment, però després s'abandona a l'amor. Fiorina decideix sotmetre Belfiore a la mateixa prova, tot dient-li que Golconda i tot el que creu que ha passat abans d'arribar-hi al regne ha estat un somni, per causa d'haver begut abundant alcohol. Belfiore explica el seu "somni", tot afegint nombrosos detalls de les seves conquestes d'amor.
Mentrestant, esclata l'aixecament de Seide. Les dues dones han de demanar ajuda a Volmar i Belfiore, revelant-los la veritat. Seide entra i s'enfronta a Alina. Li demana que l'estimi, però la llença a la presó quan es nega. Volmar, tanmateix, ara que sap qui és realment Alina, torna amb els francesos, derrota les tropes de Seide i instal·la Alina de nou al tron. Alina es commou per l'afecte del seu poble i l'obra acaba amb la seva apassionada cançó d'amor per Volmar.

## Estructura musical
- Simfonia

### Acte I
- N. 1 - Introducció Or che da te rimuovi (Cor, Alina, Hassan, Fiorina, Seide)
- N. 2 - Duet: Belfiore i Volmar Bel paese, ciel ridente
- N. 3 - Quartet: Alina, Fiorina, Volmar i Belfiore Insiem si consultano (Alina, Fiorina, Volmar, Belfiore, Hassan)
- N. 4 - Ària de Seide Dunque invan mi lusingai (Seide, Cor)
- N. 5 - Final I Fra quante il mar dell'India (Cor, Volmar, Alina, Belfiore, Fiorina, Seide)

### Acte II
- N. 6 - Ària de Fiorina Più d'Alina impaziente (Fiorina, Cor)
- N. 7 - Cor i duet: Volmar i Alina Andiam: cogliamo i grappoli - Sei pur tu che ancor rivedo? (Cor, Volmar, Alina)
- N. 8 - Ària de Belfiore Io sognai che disperato (Belfiore, Fiorina, Cor)
- N. 9 - Duet: Seide i Alina Io t'amo Alina, io t'amo
- N. 10 - Cor i ària final de Alina Ma più presso, ma più forte (Cor, Alina, Volmar, Belfiore, Fiorina)

## Discografia
| Any  | Cast (Alina, Fiorina, Seide, Volmar)                        | Director, Orquestra i Cor | Segell                                                                |
| ---- | ----------------------------------------------------------- | --- | --------------------------------------------------------------------- |
| 1987 | Daniela Dessì, Adelisa Tabiadon, Rockwell Blake, Paolo Coni | Antonello Allemandi, Orquestra Simfònica dell'Emilia-Romagna "Arturo Toscanini" Gruppo Giovanile della Cooperativa «Artisti del Coro» del Teatro Regio de Parma (Enregistrament en directe al Festival de Ravenna, 15-17 juliol) | Àudio CD: Nuova Era Cat: 033.6701, DVD: House of Opera Cat: DVDCC 136 |